# Jiří Kryštůfek (rzeźbiarz)

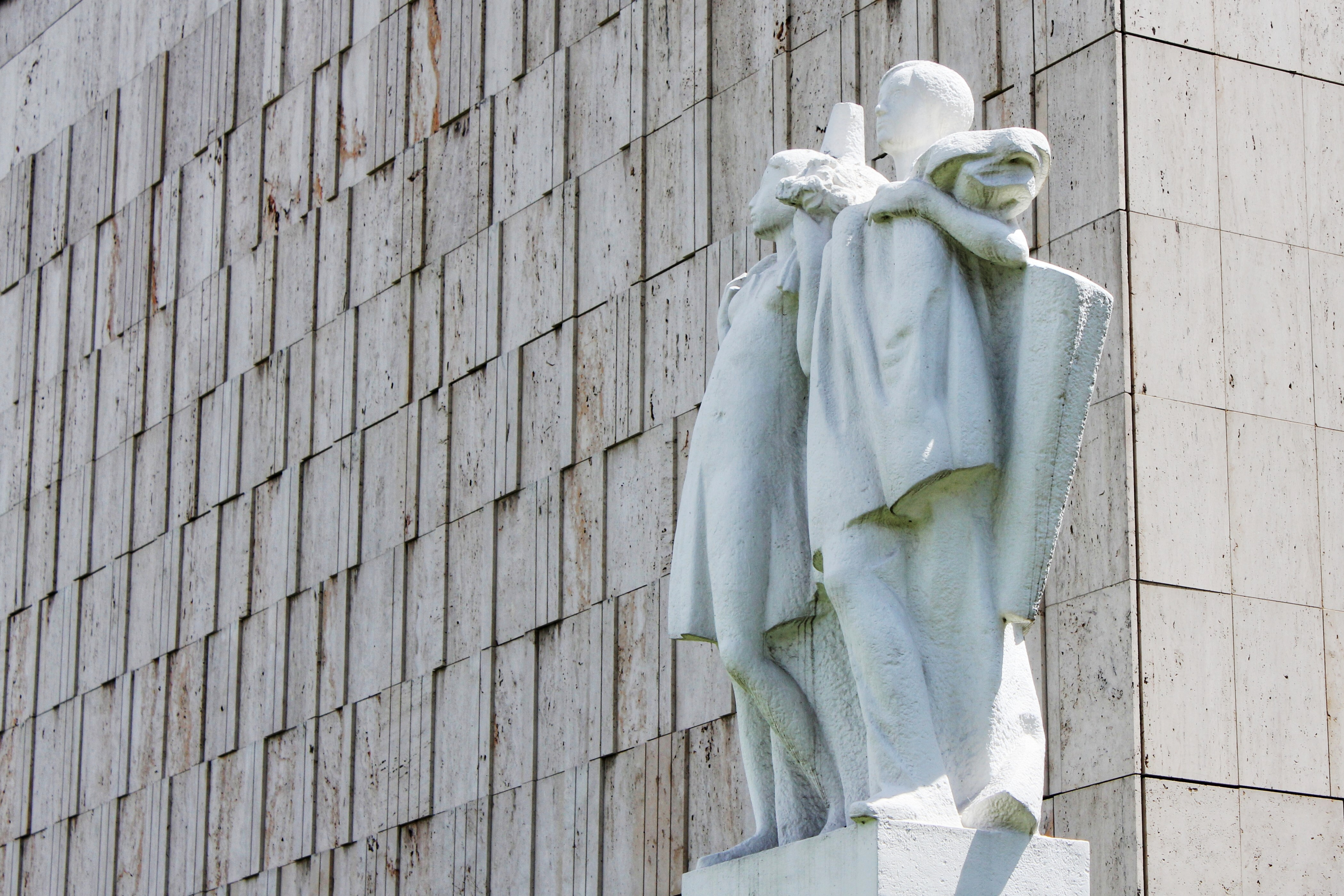
"Mládí pro mír"

Jiří Kryštůfek (ur. 31 marca 1932 w Pradze, zm. 5 października 2014 lub 10 lutego 2016 tamże) – czeski rzeźbiarz i wykładowca tworzący głównie w Pradze.

## Życiorys
W latach 1947–1950 uczył się w Zawodowej Szkole Ceramiki w Pradze, a od 1951 do 1956 studiował na praskiej Akademii Sztuk Pięknych pod kierunkiem prof. Jana Laudy. W latach 1968–1970 odbył studia podyplomowe na ASP w Pradze u prof. Karela Lidickiego. Po 1970 został asystentem na tej uczelni, a następnie profesorem.

## Twórczość
Motywem przewodnim jego twórczości była postać dziewczynki, a jednocześnie kobiety u progu dorosłości. Jego realistycznie wymodelowane postacie, pozbawione modernistycznych uproszczeń, były chętnie aprobowane przez komisje selekcyjne doby socrealizmu. Autor jednak nie schlebiał trendom politycznym, interesując się przede wszystkim fenomenem dojrzewania człowieka, badaniem ludzkiego ciała, zwłaszcza kobiecego, w fascynującym dlań momencie osiągania dojrzałości. Jedyną jego rzeźbą chłopca był "Vzduchoplavec" na placu Pošepného w Pradze, który ukazany został w mocno sfeminizowanej formie. Oprócz nagich lub jedynie zwiewnie ubranych postaci ludzkich, tworzył abstrakcyjne obiekty inspirowane florą lub fauną. Dzięki niezaangażowaniu w politykę oraz doraźną publicystykę jego wysokiej jakości i spójne prace, tak figuratywne, jak i dekoracyjne były łatwo przyswajane i stawiane we wszystkich okresach reżimu komunistycznego. Świadczy o tym duża ilość realizacji jego dzieł w przestrzeniach publicznych przede wszystkim Pragi.

## Dzieła
Do jego najistotniejszych dzieł należały:
- 1956 – "Kanec", Ogród Zoologiczny w Pradze[5],
- 1973 – trawertynowa fontanna "Květ" (1,2 m wysokości)[3] przy wyjściu ze stacji metra Kačerov w Pradze,
- 1975 – "Jablko", szkoła podstawowa (ulica K lučinám 2500/18, Praga),
- 1976 – "Lidová píseň", Poliklinika (ulica Antala Staška 1670/80, Praga); "Před koupelí", ogród Kinského, Praga (skradziona); popiersie Ferdinanda Pujmana przed Teatrem Narodowym, Praga,
- 1978 – "Chléb", Milín,
- 1979 – "Mír" ("Dívka s holubicí"[6]), Náměstí Míru, Praga,
- 1980 – "Péče o děti"[7][8], Szpital Motol, Praga; tablica pamiątkowa Bernarda Bolzano przy ulicy Celetnej, Praga
- 1982 – "Svlékání", park Folimanka, Praga,
- 1983 – "Pražské jaro", kawiarnia Slavia, (skradziona); popiersie Karela Högera przed Teatrem Narodowym w Pradze,
- 1984 – "Mládí pro mír", plac Krupki, Praga,
- 1985 – "Oddych", szpital Praga-Malešice; tablica pamiątkowa Bohuslava Martinů, Praga,
- 1987 – "Česká krajina", hotel Corinthia Tower,
- 1988 – "Vzduchoplavec", plac Pošepného w Pradze; "Radost z mládí", Praga-Lužiny (skradziona); "Sova s mládětem", szkoła podstawowa, ulica Žukovského 580/6, Praga-Dědina,
- 1989 – tablica pamiątkowa Josefa Myslivečka, Novotného lávka, Praga[4],
- 1990 – fontanna Na Karlově, Praga,
- 1991 – "Vinobraní", Podvinný mlýn, Praga,
- 2000 – "Pražský podzim", Zentiva, Praga[3].

## Galeria

### Przedstawienia figuratywne

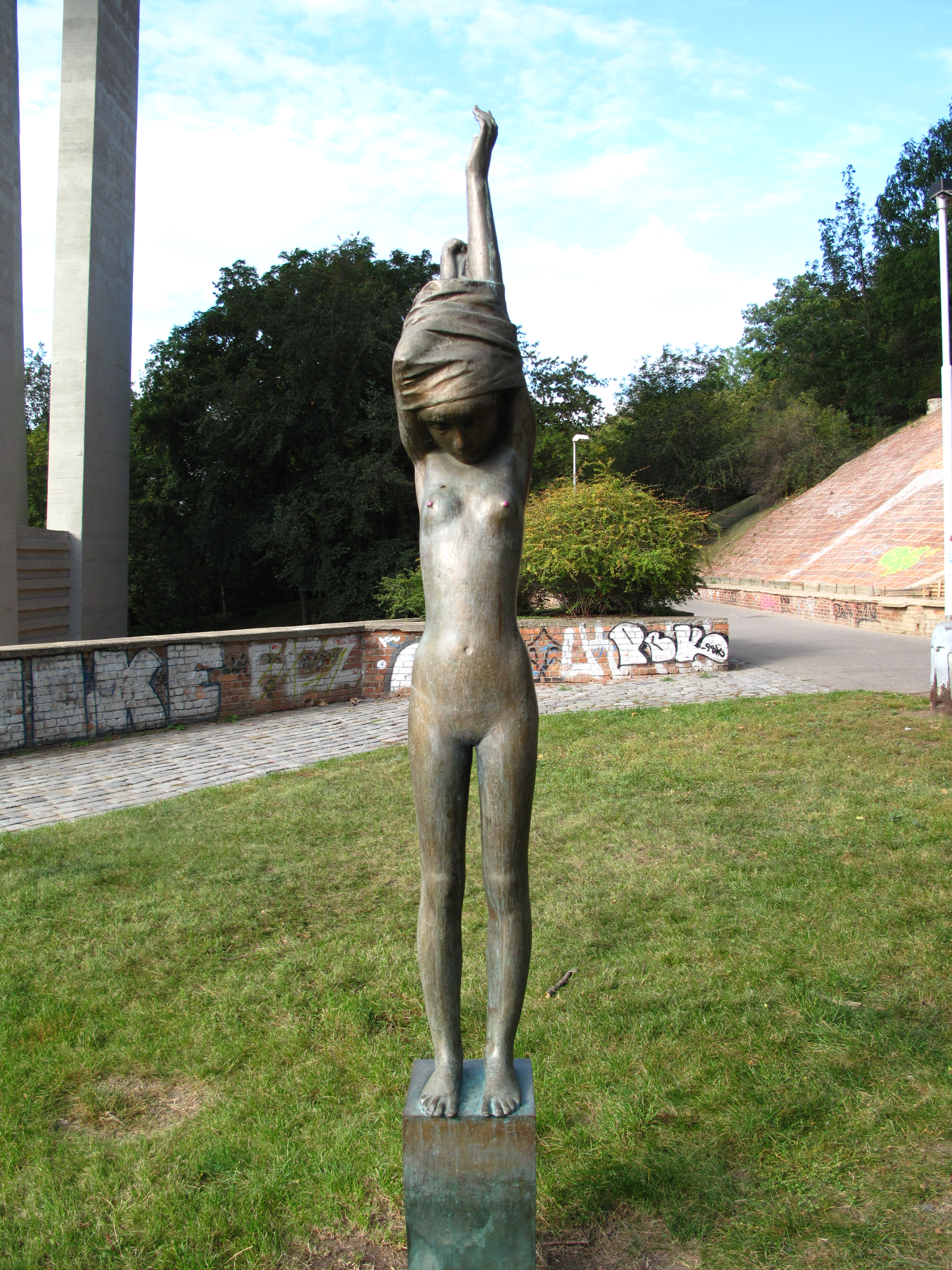
"Svlékání"
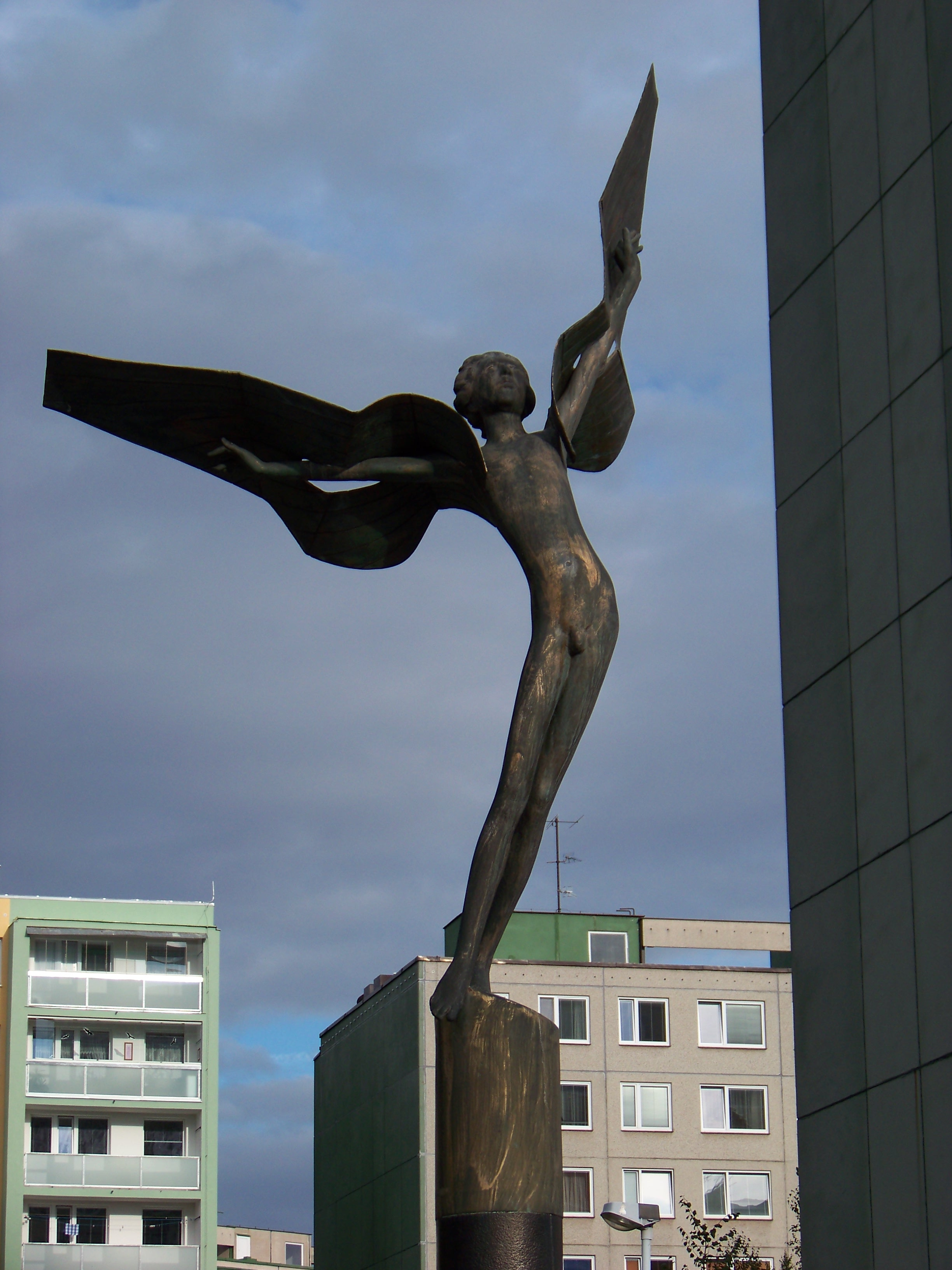
"Vzduchoplavec"
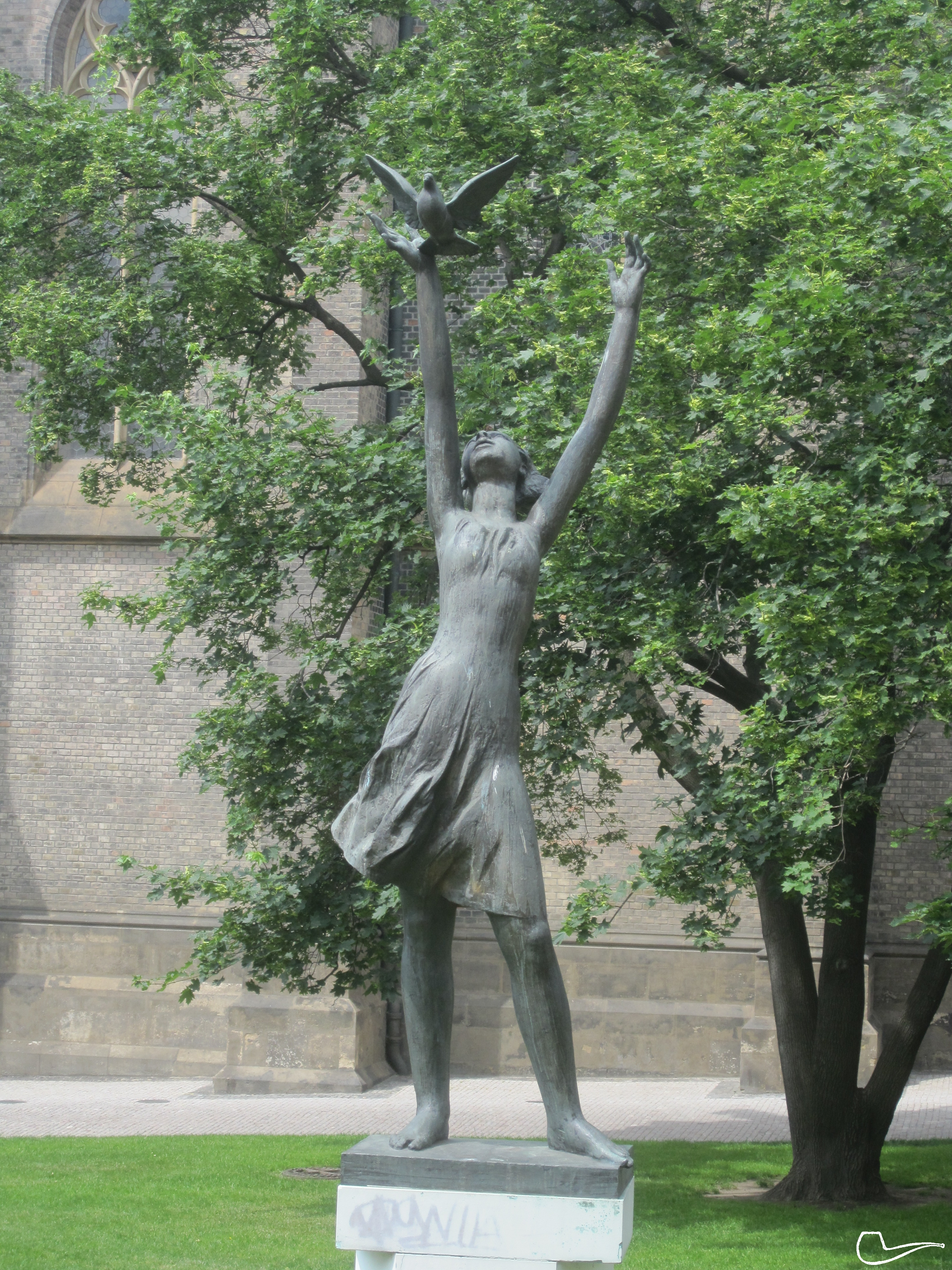
"Dívka s holubicí"
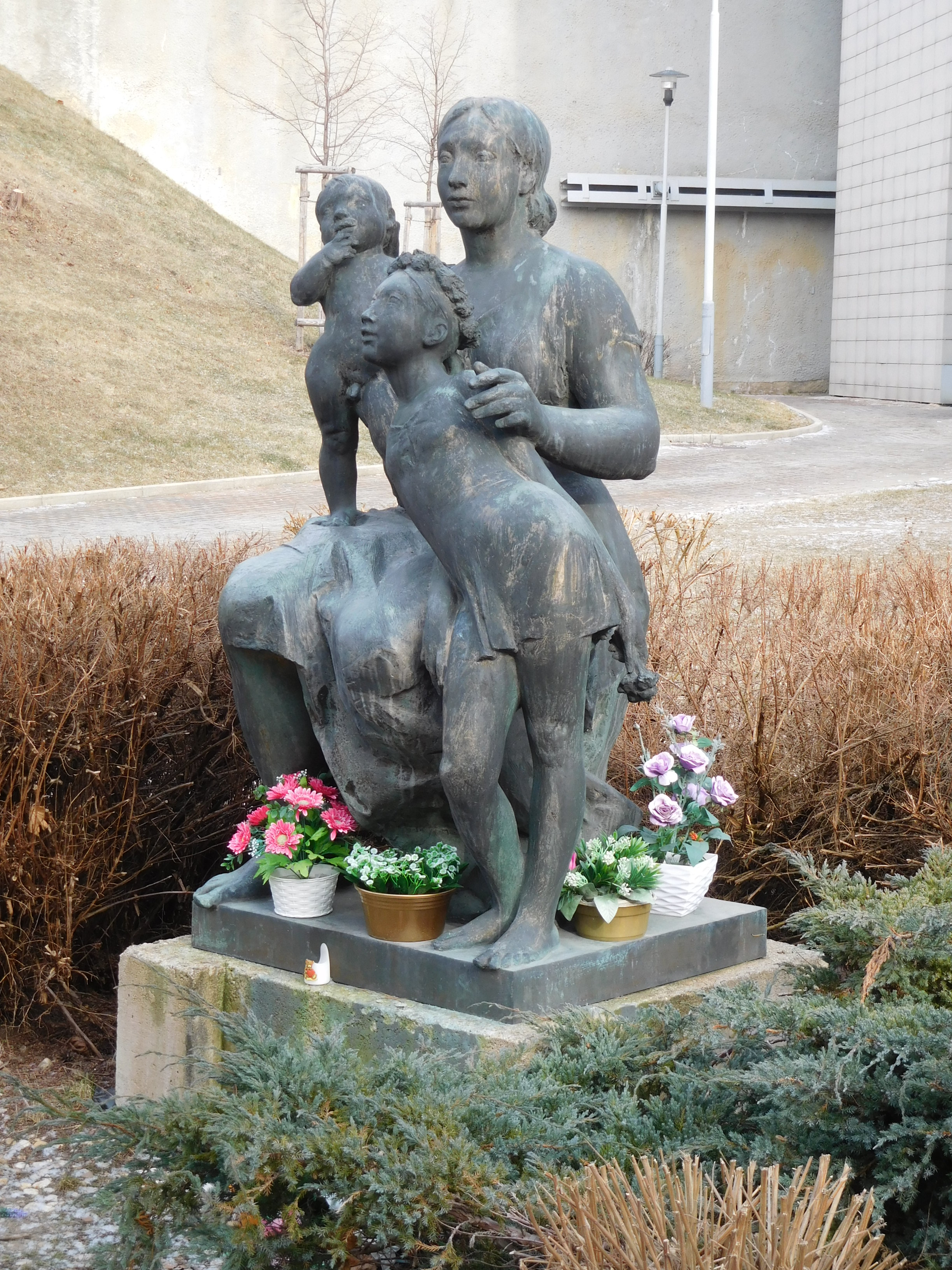
"Péče o děti"

### Przedstawienia inspirowane przyrodą

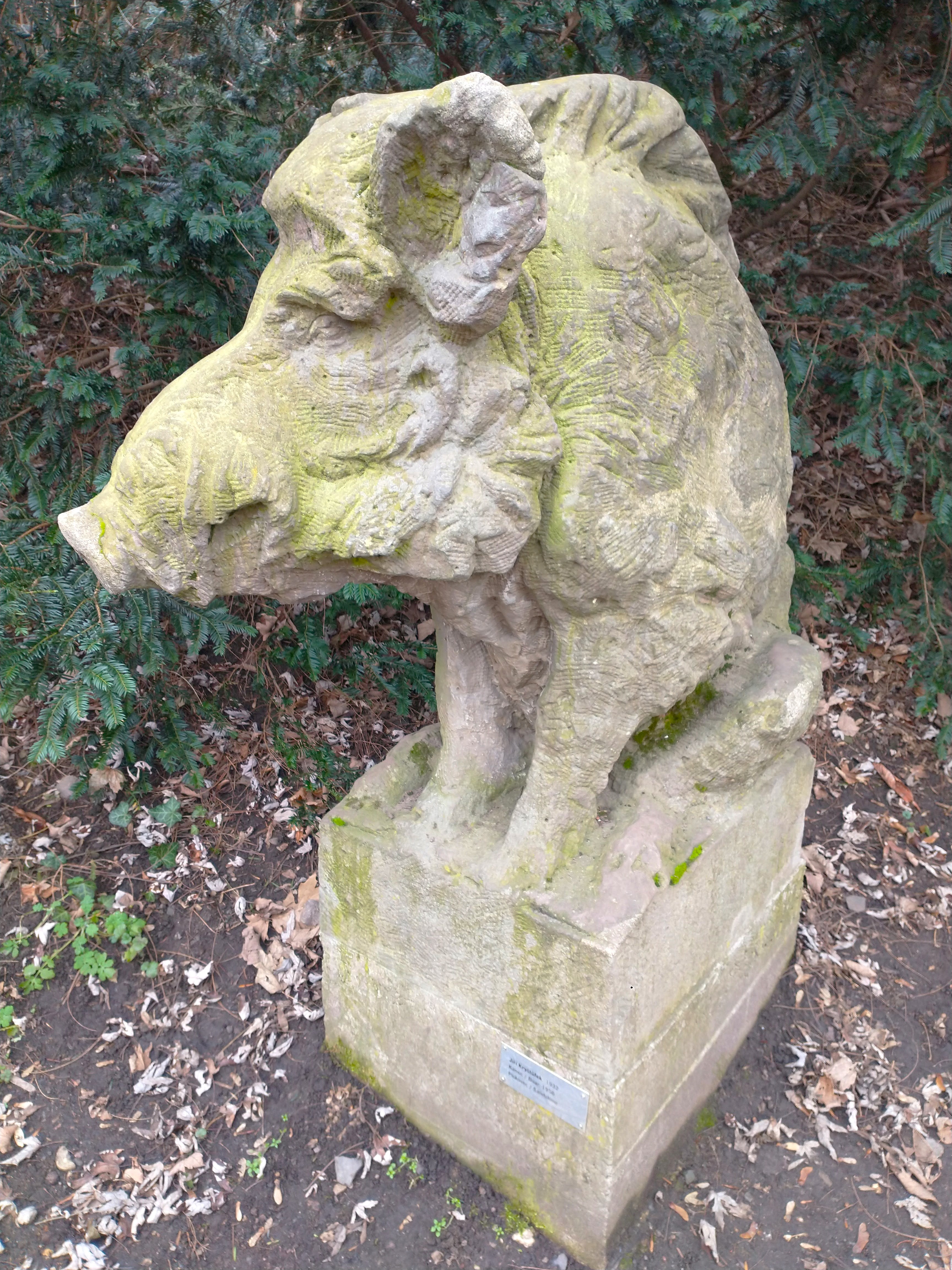
"Kanec"
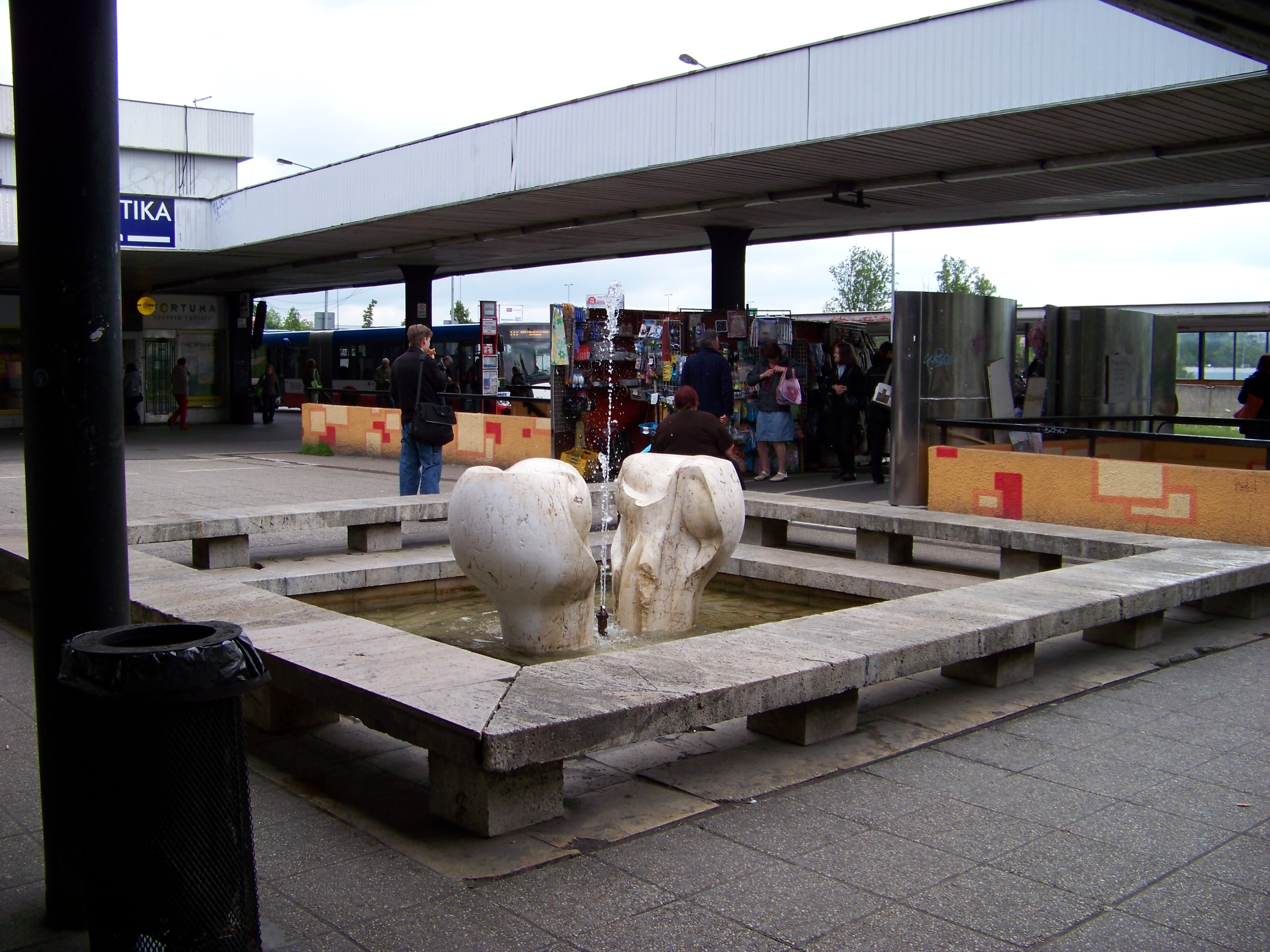
"Květ" (stacja metra Kačerov)
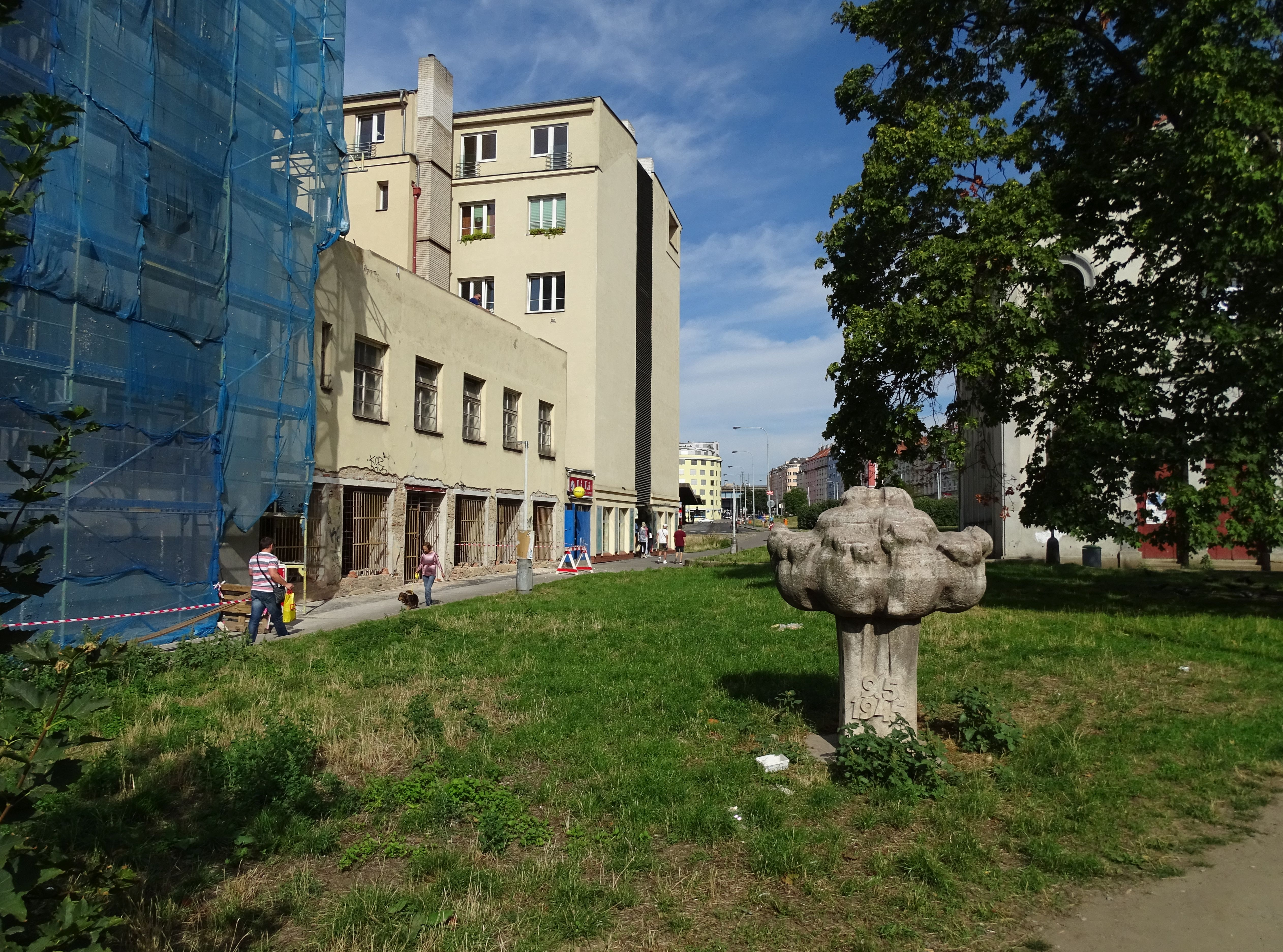
"Červený květ"